# Rainer Schwarz (Regisseur)
Rainer Schwarz (* 6. Dezember 1952 in Potsdam; † 16. November 2013) war ein deutscher Theater- und Hörspielregisseur.

## Leben und Wirken
Rainer Schwarz studierte zunächst an der Martin-Luther-Universität Halle-Wittenberg Biochemie und später Regie am Institut für Schauspielregie Berlin. Von 1976 an arbeitete er als Regisseur und Autor für den Rundfunk der DDR, für Schallplatte und Synchronisation sowie als Schauspielregisseur an den Bühnen der Stadt Magdeburg. Insgesamt 13 Inszenierungen von Stücken der Gegenwart und Klassik, darunter 1983 mit „Musen“ eine Uraufführung von Peter Hacks, mehr als 70 Hörspiele und Features entstanden in seiner künstlerischen Schaffensperiode.
Er war Dozent für Schauspieltheorie und -praxis an der Theaterhochschule Hans Otto Leipzig, Studio Magdeburg und der Filmhochschule Potsdam-Babelsberg. Zehn Jahre war er als Autor und Regisseur freiberuflich tätig, bevor er ein Projektmanagement im Rahmen von „Weimar 1999 Kulturstadt Europas“ übernahm. Im Herbst 1999 erfolgte seine Berufung zum Festivalmanager und Geschäftsführer der Kammeroper Schloss Rheinsberg GmbH.
Rainer Schwarz starb am 16. November 2013 im Alter von 60 Jahren.

## Hörspiel-Bearbeitungen (Auswahl)
- Der verkaufte Schatten nach Chamissos Peter Schlemihls wundersame Geschichte, Bearbeitung: Reimund Frentzel und Rainer Schwarz, Regie: Horst Liepach, Rundfunk der DDR 1975.
- Das Bild des Anderen nach Motiven des Romans Der Maler Nolten von Eduard Mörike, Bearbeitung: Reimund Frentzel und Rainer Schwarz, Musik: Reiner Bredemeyer, Regie: Horst Liepach, Rundfunk der DDR 1977.
- Der Traum vom Glück nach dem phantastischen Märchen „Der goldene Topf“ von E.T.H. Hoffmann, Bearbeitung: Reimund Frentzel und Rainer Schwarz, Musik: Hermann Keller, Regie: Horst Liepach, Rundfunk der DDR 1978.

## Hörfunk-Regie (Auswahl)
- Was halten Sie von Irma Prein von Franz Hiesel, Rundfunk der DDR 1986.
- Der ältere Sohn  Hörspiel nach Alexander Wampilow, Rundfunk der DDR 1987.
- Die abenteuerlichen Tode des Mister Fruin von Don Haworth, mit Rolf Ludwig, Rundfunk der DDR 1987.
- Der Häftling von Wole Soyinka, Rundfunk der DDR 1988.
- Wie ich mir Bernd Kirschkes Kopf zerbrach Hörspiel von Bert Koß, MDR 2002.
- Levins Mühle - 34 Sätze über meinen Großvater von Johannes Bobrowski, Lesung in 11 Folgen, mit Traugott Buhre, Produktion: MDR Figaro 2005
- Eine Liebe aus nichts von Barbara Honigmann, Lesung in 5 Folgen, mit Nina Petri, Produktion: MDR Figaro 2007
- Sommergewitter von Erich Loest, Lesung in 15 Folgen, mit Erich Loest, Ursula Karusseit und Maria Simon, Produktion: MDR Figaro 2006[3]
- Weisskerns Nachlass von Christoph Hein, Lesung in 16 Folgen, mit Götz Schubert, Produktion: MDR Figaro 2013.

## Tonträger (Auswahl)
- Die Schneekönigin, Schallplattenfassung des Märchens von Hans Christian Andersen, Bearbeitung: Reimund Frentzel und Rainer Schwarz Musik: Christian Steyer, Regie: Rainer Schwarz, VEB Deutsche Schallplatte 1983, LITERA 865353.
- Das kalte Herz, Schallplattenfassung des Märchens von Wilhelm Hauff, Bearbeitung: Reimund Frentzel und Rainer Schwarz, Musik: Christian Steyer, Regie: Rainer Schwarz, VEB Deutsche Schallplatte 1986, LITERA 865358.
- Gevatter Naúm, Schallplattenfassung des Märchens von Alexej Tolstoi, Bearbeitung: Stephan Döring, Musik: Reinhard Lakomy, Regie: Rainer Schwarz, VEB Deutsche Schallplatte 1989, LITERA 865427.
- Däumelinchen, Schallplattenfassung des Märchens von Hans Christian Andersen, Bearbeitung: Dieter Scharfenberg und Rainer Schwarz, Musik: Reinhard Lakomy, Regie: Rainer Schwarz, Deutsche Schallplatte GmbH, Berlin, LITERA junior 1991.
- Das Feuerzeug, Schallplattenfassung des Märchens von Hans Christian Andersen, Bearbeitung: Dieter Scharfenberg und Rainer Schwarz, Musik: Reinhard Lakomy, Regie: Rainer Schwarz, Deutsche Schallplatte GmbH, Berlin, LITERA junior 1991.
- Weisskerns Nachlass von Christoph Hein, Lesung mit Götz Schubert, Regie: Rainer Schwarz, 420 Min., mp3-CD, MDR 2013/Der Audio Verlag 2015, ISBN 978-3-86231-562-8.
- Levins Mühle - 34 Sätze über meinen Großvater von Johannes Bobrowski, Lesung mit Traugott Buhre, Regie: Rainer Schwarz, 400 Min., mp3-CD, MDR 2005/Der Audio Verlag 2015, ISBN 978-3-86231-565-9.